# Анцапаххаду
Анцапаххаду (д/н—бл. 1343 до н. е.) — 4-й відомий володар держави Арцава.

## Життєпис
Ймовірно син царя Тархунта-Раду. Посів трон десь у 1360-х роках до н. е. Продовжив наступ на Хетське царство. Для цього уклав союз з племенами каска і державою Ацці-Хаяси (район Верхнього Євфрату і чорноморське узбережжя у нинішнього Трабзона). Спочатку завдав низки поразок царю Тудхалії III, що дозволило просунутися до на південний схід від солоного озера Туз.
1345 року до н. е. Анцапаххаду почав новий наступ з метою остаточного підкорення хетської держави, проєкт зазнав невдачі. 1344 року до н. е. новий хетський цар Суппілуліума I почав війну проти Арцави. Арцавське військо завдало поразки хетами на чолі із Хімуїлі. 1343 року до н. е. Суппілуліума I особисто виступив проти Анцапаххаду, якому було завдано тяжкої поразки. за цим хети на чолі із Ханутті захопили область Гапалла. В розпал цих подій Анцапаххаду помер. Трон перейшов до його сина Уххациті.